# Karl Odermatt
Karl Odermatt (Bern, 1942. december 17. –) svájci válogatott labdarúgó.

## Pályafutása

### A válogatottban
1965 és 1975 között 50 alkalommal szerepelt a svájci válogatottban és 10 gólt szerzett. Részt vett még az 1966-os világbajnokságon.

## Sikerei, díjai
Basel
- Svájci bajnok (5): 1966–67, 1968–69, 1969–70, 1971–72 1972–73
- Svájci kupa (3): 1962-63, 1966–67, 1974–75
- Svájci ligakupa (1): 1972

Young Boys
- Svájci kupa (1): 1976-77

Egyéni
- Az év svájci labdarúgója (1): 1973